# Тондэмунгу
Тондэмунгу́ (кор. 동대문구?, 東大門區?, новая романизация: Dongdaemun-gu) — административный район в восточной части Сеула, столицы Республики Корея. Имеет статус самоуправления.

## Название
Буквально название переводится как «Район восточных ворот»: «тон» (кор. 동) — «восток», «дэмун» (кор. 대문) — «ворота», «гу» (или «ку»; кор. 구) — «район».

## Расположение на карте города
На севере Тондэмунгу граничит с Сонбукку, на востоке — с Чуннангу, на юго-востоке — с Кванджингу, на юге — с Сондонгу, с юго-запада «соседом» является Чунку, а на западе — Чонногу.

## История

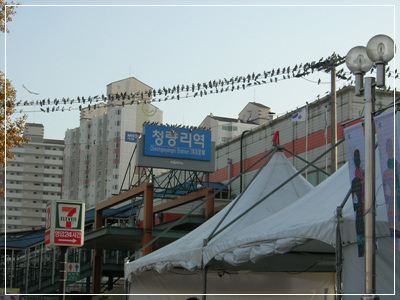
Выход со станции метро «Чхонъянни»

Район был основан в 1943 году, но находился в составе более крупного района Сонбукку. В 1949 район вышел из состава Сонбукку, однако в последующие годы значительно менял свой состав и, следовательно, занимаемую площадь — некоторые небольшие административные районы (тон; кор. 동) были переданы в управление администрациям соседних районов (гу, кор. 구), другие выделялись в самостоятельные районы (например, соседний район Чунангу был образован 1 января 1988 года в результате выделения из состава Тондэмунгу 17 тон).
В настоящее время Тондэмунгу состоит из 26 тон.
Центром района является территория, прилегающая к станции метро «Чхонъянни» (кор. 청량리), которая славится множеством торговых предприятий.

## Образование
В районе расположено 51 учреждение образовательной сферы, в числе которых: департамент образования района, 3 университета (Университет Кёнгхи, Университет иностранных языков Хангук, Университет Сеула), одно профессиональное учебное заведение (кор. 전문대) и 46 школ.

## Достопримечательности
На территории района находится много древних строений, памятников и могил, таких как:
- алтарь Соннондан (кор. 선농단; культурное наследие Сеула № 15), где в древности люди молились обильному урожаю
- построенный в 1452 году памятник королю Седжону Великому (кор. 세종대왕신도비; культурное наследие Сеула № 42);
- Супхё (кор. 수표) — построенный в 1441 году измеритель горизонта воды в ручье Чхонгечхон (сокровище № 838)
- гробница Ёнхивон (кор. 영휘원; историческое место № 361)
- гробницы Ким Бён Но (кор. 김병로묘), Хан Ён Уна (кор. 한용운묘), Ан Чхан Хё (кор. 안창호묘), О Сэ Чхана (кор. 오세창묘) и других[1].

Несмотря на относительно небольшую площадь, в районе находятся 37 мини-парков.

## Символы
Цветком-символом выбраны цветы дерева магнолия, однако деревом-символом Тондэмунгу является дзельква. В качестве животного-символа выбрана большая белая цапля.

## Населённые пункты-побратимы
Внутри страны:
- уезд Намхэ, провинция Кёнсан-Намдо, Республика Корея (с 22 сентября 1999)[3]
- г. Наджу, провинция Чолла-Намдо, Республика Корея (с 29 сентября 1999)[4]
- г. Чечхон, провинция Чхунчхон-Пукто, Республика Корея (с 22 сентября 2000)[5]
- г. Чхунчхон, провинция Канвондо, Республика Корея (с 28 ноября 2003)[6]
- уезд Ымсон, провинция Чхунчхон-Пукто, Республика Корея (с 13 июля 2005)[7]
- уезд Йоджу, провинция Кёнгидо, Республика Корея (с 5 сентября 2008)[8]
- уезд Сунчхан, провинция Чолла-Пукто, Республика Корея (с 6 мая 2009)[9]

За рубежом:
- Яньцин (кит. трад. 延庆县, пиньинь Yánqìng Xiàn), г. Пекин, Китай (с 27 сентября 1997)[10]
- город Аньго (кит. трад. 安国, пиньинь Ānguó), провинция Хэбэй, Китай (с 19 декабря 2001)[11]
- район Тосима (яп. 豊島区, Toshima-ku), г. Токио, Япония (с 9 мая 2002)[12]